# 타이어파
타이어파(영어: Tai languages) 또는 좡타이어파(영어: Zhuang-Tai languages)(태국어: ภาษาไท 파사타이 또는 태국어: ภาษาไต 파사따이)는 크라다이어족의 한 어파이다. 타이어파에는 크라다이어족 가운데 가장 널리 사용되는 언어들, 즉 태국의 국어인 표준 타이어 또는 시암어, 라오스의 국어인 라오어 또는 라오스어, 미얀마의 샨어, 중국 남부 광시의 주요 언어인 표준 좡어가 속한다.

## 명칭
'따이(Tai/Tay)' 및 그 동근어('타이(Thai/Thay)', '다이(Dai)' 등)는 많은 따이어파 언어 화자들이 사용하는 민족명이다. 중앙따이어군 언어들을 중국에서는 '좡어'라고 부르고, 베트남에서는 '눙어'라고 부른다.

## 역사

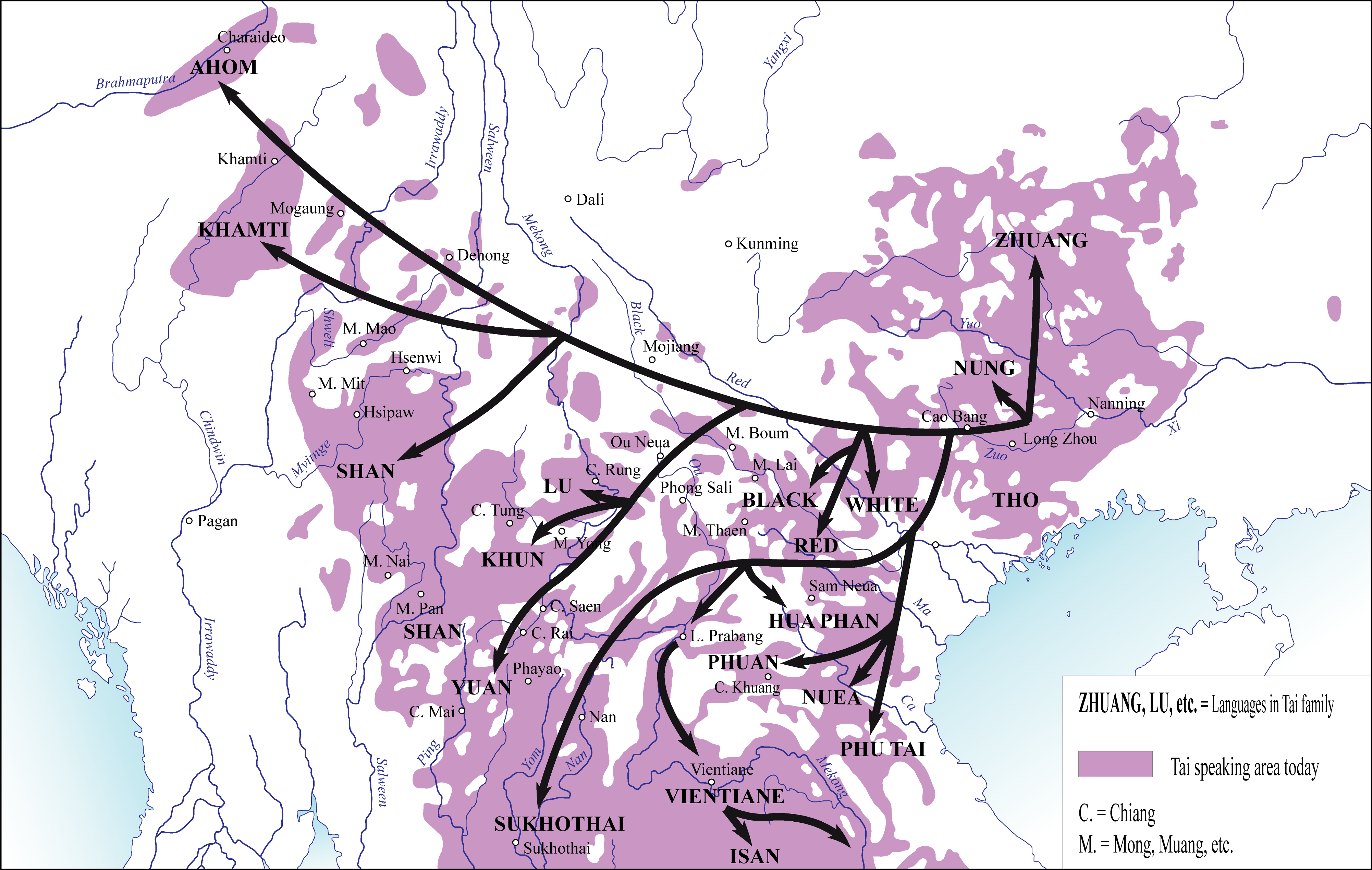
크라다이어족의 지리적 분포 지도 위에 덧씌운 어족 계통수 지도. 이 지도는 따이어파 언어를 쓰는 부족들의 일반적인 이주 패턴만을 보여준다. 구체적인 이동 경로는 강과 저지대를 따라 구불구불하게 이어졌을 것이다.

좡족과 타이인이 베트남인에 대해 같은 명칭 *kɛɛuA1를 공유한다는 사실을 언급하며, 텍사스 대학교 알링턴의 제럴드 에드먼슨은 좡어(중앙따이어군 언어)와 남서따이어군 언어들이 기원전 112년 교지군이 설립된 때부터 기원후 5~6세기 사이에 갈라졌다고 주장한다. 남서따이조어에서 중국어 차용어의 층위와 여타 역사적인 증거에 기반해, 피타야왓 피타야폰은 2014년 남서따이어군이 8~10세기 사이에 분화하기 시작했다고 주장했다.

## 분류

### Haudricourt (1956)
앙드레조르주 오드리쿠르는 디오이(좡)어군의 특이성을 강조하며 따이어파를 다음과 같이 두 어군으로 나눈다. Haudricourt (1956) 원문에 쓰인 언어명 뒤에 현재 널리 쓰이는 민족명을 병기했다.
| 따이어파 | \| \| 따이어군: 아홈어, 샨어, 시암어, 라오어, 백따이어/따이돈어, 흑따이어/따이담어, 남부 좡어, 토어/따이어, 눙어 \| \| \| \| \| \| 디오이어군: 예이 좡어, 융베이 좡어, 여우장 좡어, 보우예이어/부이어 \| \| \| \| |
|          | \| \| 따이어군: 아홈어, 샨어, 시암어, 라오어, 백따이어/따이돈어, 흑따이어/따이담어, 남부 좡어, 토어/따이어, 눙어 \| \| \| \| \| \| 디오이어군: 예이 좡어, 융베이 좡어, 여우장 좡어, 보우예이어/부이어 \| \| \| \| |
|          | 따이어군: 아홈어, 샨어, 시암어, 라오어, 백따이어/따이돈어, 흑따이어/따이담어, 남부 좡어, 토어/따이어, 눙어 |
|          | |
|          | 디오이어군: 예이 좡어, 융베이 좡어, 여우장 좡어, 보우예이어/부이어 |
|          | |

오드리쿠르가 꼽은 디오이어군의 특징으로는, 첫째, 따이어군의 설측음 l-이 r-로 대응하고, 둘째, 모음 체계가 특징적인데, 예컨대 '꼬리'는 따이어군에서 /a/ 모음이 들어가지만 보아이어에서는 /ə̄/, 톈저우어에서는 /iə/, 톈저우어와 우밍어에서는 /ɯə/이고, 셋째, 따이어군에는 있는 유기 파열음 및 파찰음 계열이 없다는 점 등이 있다.
오드리쿠르의 분류는 리팡구이의 분류에서 남따이어군과 중앙따이어군을 하나로 묶고 남서따이어군과 자매 분기군으로 둔 것과 같다. 오드리쿠르가 열거하는 '따이어군' 언어들 중 마지막 세 개인 토어 (따이어), 룽저우 좡어, 눙어는 리팡구이가 '중앙따이어군'으로 분류한 언어들이다.
|  | 북따이어군                                                    |
|  |                                                               |
|  | \| \| 중앙따이어군 \| \| \| \| \| \| 남서따이어군 \| \| \| \| |
|  |                                                               |
|  | 중앙따이어군                                                  |
|  |                                                               |
|  | 남서따이어군                                                  |
|  |                                                               |

|  | 중앙따이어군 |
|  |              |
|  | 남서따이어군 |
|  |              |

### Li (1977)
리팡구이는 따이어파를 북따이어군, 중앙따이어군, 남서따이어군으로 나눈다. 그러나 중앙따이어군은 유효한 분기군으로 보이지 않는다.
Li (1977)에서는 따이어군을 세 개의 어군으로 분류한다. 이 분류 체계는 따이어파 비교언어학 분야에서 표준적인 분류로 오랫동안 인정받아 왔다.
| 따이어파 | \| \| 북따이어군 \| \| \| \| \| \| 중앙따이어군 \| \| \| \| \| \| 남서따이어군 \| \| \| \| |
|          | \| \| 북따이어군 \| \| \| \| \| \| 중앙따이어군 \| \| \| \| \| \| 남서따이어군 \| \| \| \| |
|          | 북따이어군                                                                                 |
|          |                                                                                            |
|          | 중앙따이어군                                                                               |
|          |                                                                                            |
|          | 남서따이어군                                                                               |
|          |                                                                                            |

### Gedney (1989)
Gedney (1989)에서는 중앙따이어군과 남서따이어군을 하나로 묶고 북따이어군과 자매 분기군으로 설정한다. 이 분류는 Haudricourt (1956)와 일치한다.
|  | 북따이어군                                                    |
|  |                                                               |
|  | \| \| 중앙따이어군 \| \| \| \| \| \| 남서따이어군 \| \| \| \| |
|  |                                                               |
|  | 중앙따이어군                                                  |
|  |                                                               |
|  | 남서따이어군                                                  |
|  |                                                               |

|  | 중앙따이어군 |
|  |              |
|  | 남서따이어군 |
|  |              |

### Luo (1997)
뤄 융셴은 1997년 따이어파를 다음과 같이 분류하고, 북서따이어군이라는 네 번째 분기군에 아홈어, 샨어, 데홍다이어, 캄띠어를 분류한다. 모든 어군은 위계상 서로 동등하다고 본다.
| 따이어파 | \| \| 북따이어군 \| \| \| \| \| \| 중앙따이어군 \| \| \| \| \| \| 남서따이어군 \| \| \| \| \| \| 북서따이어군 \| \| \| \| |
|          | \| \| 북따이어군 \| \| \| \| \| \| 중앙따이어군 \| \| \| \| \| \| 남서따이어군 \| \| \| \| \| \| 북서따이어군 \| \| \| \| |
|          | 북따이어군 |
|          | |
|          | 중앙따이어군 |
|          | |
|          | 남서따이어군 |
|          | |
|          | 북서따이어군 |
|          | |

### Pittayaporn (2009)

#### 개관
피타야왓 피타야폰은 2009년 따이어파 언어들을 공통된 혁신 사항에 따라 분류했다(Pittayaporn 2009:298). 피타야폰의 사전 분류 체계에서는 중앙따이어군이 측계통군이라고 보고, 여러 분기군으로 쪼갰고, 광시 남서부 (특히 베트남 국경지대의 쭤강 계곡) 충쭤의 좡어군 언어들이 가장 큰 다양성을 보인다. 남서따이어군과 북따이어군은 리팡구이의 1977년 분류 체계 그대로이고, ISO 코드가 할당된 남부 좡어군의 여러 언어는 측계통군이라고 본다. 분류는 다음과 같다.
| O | \| Q \| 남서따이어군 (라오스, 태국, 버마) \| \| \| 남서따이어군 (라오스, 태국, 버마) \| \| R \| 사빠어 (베트남) \| \| \| 사빠어 (베트남) \| |
|   | \| Q \| 남서따이어군 (라오스, 태국, 버마) \| \| \| 남서따이어군 (라오스, 태국, 버마) \| \| R \| 사빠어 (베트남) \| \| \| 사빠어 (베트남) \| |
| P | 따이어: 바오옌의 따이어, 까오방의 따이어, 원마(文马)의 다이 좡어                                                                            |
|   | 따이어: 바오옌의 따이어, 까오방의 따이어, 원마(文马)의 다이 좡어                                                                            |
| Q | 남서따이어군 (라오스, 태국, 버마) |
|   | 남서따이어군 (라오스, 태국, 버마) |
| R | 사빠어 (베트남) |
|   | 사빠어 (베트남) |

| Q | 남서따이어군 (라오스, 태국, 버마) |
|   | 남서따이어군 (라오스, 태국, 버마) |
| R | 사빠어 (베트남)                   |
|   | 사빠어 (베트남)                   |

| O | \| Q \| 남서따이어군 (라오스, 태국, 버마) \| \| \| 남서따이어군 (라오스, 태국, 버마) \| \| R \| 사빠어 (베트남) \| \| \| 사빠어 (베트남) \| |
|   | \| Q \| 남서따이어군 (라오스, 태국, 버마) \| \| \| 남서따이어군 (라오스, 태국, 버마) \| \| R \| 사빠어 (베트남) \| \| \| 사빠어 (베트남) \| |
| P | 따이어: 바오옌의 따이어, 까오방의 따이어, 원마(文马)의 다이 좡어                                                                            |
|   | 따이어: 바오옌의 따이어, 까오방의 따이어, 원마(文马)의 다이 좡어                                                                            |
| Q | 남서따이어군 (라오스, 태국, 버마) |
|   | 남서따이어군 (라오스, 태국, 버마) |
| R | 사빠어 (베트남) |
|   | 사빠어 (베트남) |

| Q | 남서따이어군 (라오스, 태국, 버마) |
|   | 남서따이어군 (라오스, 태국, 버마) |
| R | 사빠어 (베트남)                   |
|   | 사빠어 (베트남)                   |

| O | \| Q \| 남서따이어군 (라오스, 태국, 버마) \| \| \| 남서따이어군 (라오스, 태국, 버마) \| \| R \| 사빠어 (베트남) \| \| \| 사빠어 (베트남) \| |
|   | \| Q \| 남서따이어군 (라오스, 태국, 버마) \| \| \| 남서따이어군 (라오스, 태국, 버마) \| \| R \| 사빠어 (베트남) \| \| \| 사빠어 (베트남) \| |
| P | 따이어: 바오옌의 따이어, 까오방의 따이어, 원마(文马)의 다이 좡어                                                                            |
|   | 따이어: 바오옌의 따이어, 까오방의 따이어, 원마(文马)의 다이 좡어                                                                            |
| Q | 남서따이어군 (라오스, 태국, 버마) |
|   | 남서따이어군 (라오스, 태국, 버마) |
| R | 사빠어 (베트남) |
|   | 사빠어 (베트남) |

| Q | 남서따이어군 (라오스, 태국, 버마) |
|   | 남서따이어군 (라오스, 태국, 버마) |
| R | 사빠어 (베트남)                   |
|   | 사빠어 (베트남)                   |

| O | \| Q \| 남서따이어군 (라오스, 태국, 버마) \| \| \| 남서따이어군 (라오스, 태국, 버마) \| \| R \| 사빠어 (베트남) \| \| \| 사빠어 (베트남) \| |
|   | \| Q \| 남서따이어군 (라오스, 태국, 버마) \| \| \| 남서따이어군 (라오스, 태국, 버마) \| \| R \| 사빠어 (베트남) \| \| \| 사빠어 (베트남) \| |
| P | 따이어: 바오옌의 따이어, 까오방의 따이어, 원마(文马)의 다이 좡어                                                                            |
|   | 따이어: 바오옌의 따이어, 까오방의 따이어, 원마(文马)의 다이 좡어                                                                            |
| Q | 남서따이어군 (라오스, 태국, 버마) |
|   | 남서따이어군 (라오스, 태국, 버마) |
| R | 사빠어 (베트남) |
|   | 사빠어 (베트남) |

| Q | 남서따이어군 (라오스, 태국, 버마) |
|   | 남서따이어군 (라오스, 태국, 버마) |
| R | 사빠어 (베트남)                   |
|   | 사빠어 (베트남)                   |

| O | \| Q \| 남서따이어군 (라오스, 태국, 버마) \| \| \| 남서따이어군 (라오스, 태국, 버마) \| \| R \| 사빠어 (베트남) \| \| \| 사빠어 (베트남) \| |
|   | \| Q \| 남서따이어군 (라오스, 태국, 버마) \| \| \| 남서따이어군 (라오스, 태국, 버마) \| \| R \| 사빠어 (베트남) \| \| \| 사빠어 (베트남) \| |
| P | 따이어: 바오옌의 따이어, 까오방의 따이어, 원마(文马)의 다이 좡어                                                                            |
|   | 따이어: 바오옌의 따이어, 까오방의 따이어, 원마(文马)의 다이 좡어                                                                            |
| Q | 남서따이어군 (라오스, 태국, 버마) |
|   | 남서따이어군 (라오스, 태국, 버마) |
| R | 사빠어 (베트남) |
|   | 사빠어 (베트남) |

| Q | 남서따이어군 (라오스, 태국, 버마) |
|   | 남서따이어군 (라오스, 태국, 버마) |
| R | 사빠어 (베트남)                   |
|   | 사빠어 (베트남)                   |

| O | \| Q \| 남서따이어군 (라오스, 태국, 버마) \| \| \| 남서따이어군 (라오스, 태국, 버마) \| \| R \| 사빠어 (베트남) \| \| \| 사빠어 (베트남) \| |
|   | \| Q \| 남서따이어군 (라오스, 태국, 버마) \| \| \| 남서따이어군 (라오스, 태국, 버마) \| \| R \| 사빠어 (베트남) \| \| \| 사빠어 (베트남) \| |
| P | 따이어: 바오옌의 따이어, 까오방의 따이어, 원마(文马)의 다이 좡어                                                                            |
|   | 따이어: 바오옌의 따이어, 까오방의 따이어, 원마(文马)의 다이 좡어                                                                            |
| Q | 남서따이어군 (라오스, 태국, 버마) |
|   | 남서따이어군 (라오스, 태국, 버마) |
| R | 사빠어 (베트남) |
|   | 사빠어 (베트남) |

| Q | 남서따이어군 (라오스, 태국, 버마) |
|   | 남서따이어군 (라오스, 태국, 버마) |
| R | 사빠어 (베트남)                   |
|   | 사빠어 (베트남)                   |

| O | \| Q \| 남서따이어군 (라오스, 태국, 버마) \| \| \| 남서따이어군 (라오스, 태국, 버마) \| \| R \| 사빠어 (베트남) \| \| \| 사빠어 (베트남) \| |
|   | \| Q \| 남서따이어군 (라오스, 태국, 버마) \| \| \| 남서따이어군 (라오스, 태국, 버마) \| \| R \| 사빠어 (베트남) \| \| \| 사빠어 (베트남) \| |
| P | 따이어: 바오옌의 따이어, 까오방의 따이어, 원마(文马)의 다이 좡어                                                                            |
|   | 따이어: 바오옌의 따이어, 까오방의 따이어, 원마(文马)의 다이 좡어                                                                            |
| Q | 남서따이어군 (라오스, 태국, 버마) |
|   | 남서따이어군 (라오스, 태국, 버마) |
| R | 사빠어 (베트남) |
|   | 사빠어 (베트남) |

| Q | 남서따이어군 (라오스, 태국, 버마) |
|   | 남서따이어군 (라오스, 태국, 버마) |
| R | 사빠어 (베트남)                   |
|   | 사빠어 (베트남)                   |

| O | \| Q \| 남서따이어군 (라오스, 태국, 버마) \| \| \| 남서따이어군 (라오스, 태국, 버마) \| \| R \| 사빠어 (베트남) \| \| \| 사빠어 (베트남) \| |
|   | \| Q \| 남서따이어군 (라오스, 태국, 버마) \| \| \| 남서따이어군 (라오스, 태국, 버마) \| \| R \| 사빠어 (베트남) \| \| \| 사빠어 (베트남) \| |
| P | 따이어: 바오옌의 따이어, 까오방의 따이어, 원마(文马)의 다이 좡어                                                                            |
|   | 따이어: 바오옌의 따이어, 까오방의 따이어, 원마(文马)의 다이 좡어                                                                            |
| Q | 남서따이어군 (라오스, 태국, 버마) |
|   | 남서따이어군 (라오스, 태국, 버마) |
| R | 사빠어 (베트남) |
|   | 사빠어 (베트남) |

| Q | 남서따이어군 (라오스, 태국, 버마) |
|   | 남서따이어군 (라오스, 태국, 버마) |
| R | 사빠어 (베트남)                   |
|   | 사빠어 (베트남)                   |

| I | 친저우 좡어 (친저우(钦州)의 융난 좡어) |
|   | 친저우 좡어 (친저우(钦州)의 융난 좡어) |
| J | \| M \| 우밍 좡어, 융난 좡어, 룽안 좡어, 푸쑤이 좡어 \| \| \| 우밍 좡어, 융난 좡어, 룽안 좡어, 푸쑤이 좡어 \| \| N \| 핵심 북따이어군: 색어, 부이어, 야이어, 여우장 좡어 등 \| \| \| 핵심 북따이어군: 색어, 부이어, 야이어, 여우장 좡어 등 \| |
|   | \| M \| 우밍 좡어, 융난 좡어, 룽안 좡어, 푸쑤이 좡어 \| \| \| 우밍 좡어, 융난 좡어, 룽안 좡어, 푸쑤이 좡어 \| \| N \| 핵심 북따이어군: 색어, 부이어, 야이어, 여우장 좡어 등 \| \| \| 핵심 북따이어군: 색어, 부이어, 야이어, 여우장 좡어 등 \| |
| M | 우밍 좡어, 융난 좡어, 룽안 좡어, 푸쑤이 좡어 |
|   | 우밍 좡어, 융난 좡어, 룽안 좡어, 푸쑤이 좡어 |
| N | 핵심 북따이어군: 색어, 부이어, 야이어, 여우장 좡어 등 |
|   | 핵심 북따이어군: 색어, 부이어, 야이어, 여우장 좡어 등 |

| M | 우밍 좡어, 융난 좡어, 룽안 좡어, 푸쑤이 좡어          |
|   | 우밍 좡어, 융난 좡어, 룽안 좡어, 푸쑤이 좡어          |
| N | 핵심 북따이어군: 색어, 부이어, 야이어, 여우장 좡어 등 |
|   | 핵심 북따이어군: 색어, 부이어, 야이어, 여우장 좡어 등 |

| O | \| Q \| 남서따이어군 (라오스, 태국, 버마) \| \| \| 남서따이어군 (라오스, 태국, 버마) \| \| R \| 사빠어 (베트남) \| \| \| 사빠어 (베트남) \| |
|   | \| Q \| 남서따이어군 (라오스, 태국, 버마) \| \| \| 남서따이어군 (라오스, 태국, 버마) \| \| R \| 사빠어 (베트남) \| \| \| 사빠어 (베트남) \| |
| P | 따이어: 바오옌의 따이어, 까오방의 따이어, 원마(文马)의 다이 좡어                                                                            |
|   | 따이어: 바오옌의 따이어, 까오방의 따이어, 원마(文马)의 다이 좡어                                                                            |
| Q | 남서따이어군 (라오스, 태국, 버마) |
|   | 남서따이어군 (라오스, 태국, 버마) |
| R | 사빠어 (베트남) |
|   | 사빠어 (베트남) |

| Q | 남서따이어군 (라오스, 태국, 버마) |
|   | 남서따이어군 (라오스, 태국, 버마) |
| R | 사빠어 (베트남)                   |
|   | 사빠어 (베트남)                   |

| O | \| Q \| 남서따이어군 (라오스, 태국, 버마) \| \| \| 남서따이어군 (라오스, 태국, 버마) \| \| R \| 사빠어 (베트남) \| \| \| 사빠어 (베트남) \| |
|   | \| Q \| 남서따이어군 (라오스, 태국, 버마) \| \| \| 남서따이어군 (라오스, 태국, 버마) \| \| R \| 사빠어 (베트남) \| \| \| 사빠어 (베트남) \| |
| P | 따이어: 바오옌의 따이어, 까오방의 따이어, 원마(文马)의 다이 좡어                                                                            |
|   | 따이어: 바오옌의 따이어, 까오방의 따이어, 원마(文马)의 다이 좡어                                                                            |
| Q | 남서따이어군 (라오스, 태국, 버마) |
|   | 남서따이어군 (라오스, 태국, 버마) |
| R | 사빠어 (베트남) |
|   | 사빠어 (베트남) |

| Q | 남서따이어군 (라오스, 태국, 버마) |
|   | 남서따이어군 (라오스, 태국, 버마) |
| R | 사빠어 (베트남)                   |
|   | 사빠어 (베트남)                   |

| O | \| Q \| 남서따이어군 (라오스, 태국, 버마) \| \| \| 남서따이어군 (라오스, 태국, 버마) \| \| R \| 사빠어 (베트남) \| \| \| 사빠어 (베트남) \| |
|   | \| Q \| 남서따이어군 (라오스, 태국, 버마) \| \| \| 남서따이어군 (라오스, 태국, 버마) \| \| R \| 사빠어 (베트남) \| \| \| 사빠어 (베트남) \| |
| P | 따이어: 바오옌의 따이어, 까오방의 따이어, 원마(文马)의 다이 좡어                                                                            |
|   | 따이어: 바오옌의 따이어, 까오방의 따이어, 원마(文马)의 다이 좡어                                                                            |
| Q | 남서따이어군 (라오스, 태국, 버마) |
|   | 남서따이어군 (라오스, 태국, 버마) |
| R | 사빠어 (베트남) |
|   | 사빠어 (베트남) |

| Q | 남서따이어군 (라오스, 태국, 버마) |
|   | 남서따이어군 (라오스, 태국, 버마) |
| R | 사빠어 (베트남)                   |
|   | 사빠어 (베트남)                   |

| O | \| Q \| 남서따이어군 (라오스, 태국, 버마) \| \| \| 남서따이어군 (라오스, 태국, 버마) \| \| R \| 사빠어 (베트남) \| \| \| 사빠어 (베트남) \| |
|   | \| Q \| 남서따이어군 (라오스, 태국, 버마) \| \| \| 남서따이어군 (라오스, 태국, 버마) \| \| R \| 사빠어 (베트남) \| \| \| 사빠어 (베트남) \| |
| P | 따이어: 바오옌의 따이어, 까오방의 따이어, 원마(文马)의 다이 좡어                                                                            |
|   | 따이어: 바오옌의 따이어, 까오방의 따이어, 원마(文马)의 다이 좡어                                                                            |
| Q | 남서따이어군 (라오스, 태국, 버마) |
|   | 남서따이어군 (라오스, 태국, 버마) |
| R | 사빠어 (베트남) |
|   | 사빠어 (베트남) |

| Q | 남서따이어군 (라오스, 태국, 버마) |
|   | 남서따이어군 (라오스, 태국, 버마) |
| R | 사빠어 (베트남)                   |
|   | 사빠어 (베트남)                   |

| O | \| Q \| 남서따이어군 (라오스, 태국, 버마) \| \| \| 남서따이어군 (라오스, 태국, 버마) \| \| R \| 사빠어 (베트남) \| \| \| 사빠어 (베트남) \| |
|   | \| Q \| 남서따이어군 (라오스, 태국, 버마) \| \| \| 남서따이어군 (라오스, 태국, 버마) \| \| R \| 사빠어 (베트남) \| \| \| 사빠어 (베트남) \| |
| P | 따이어: 바오옌의 따이어, 까오방의 따이어, 원마(文马)의 다이 좡어                                                                            |
|   | 따이어: 바오옌의 따이어, 까오방의 따이어, 원마(文马)의 다이 좡어                                                                            |
| Q | 남서따이어군 (라오스, 태국, 버마) |
|   | 남서따이어군 (라오스, 태국, 버마) |
| R | 사빠어 (베트남) |
|   | 사빠어 (베트남) |

| Q | 남서따이어군 (라오스, 태국, 버마) |
|   | 남서따이어군 (라오스, 태국, 버마) |
| R | 사빠어 (베트남)                   |
|   | 사빠어 (베트남)                   |

| O | \| Q \| 남서따이어군 (라오스, 태국, 버마) \| \| \| 남서따이어군 (라오스, 태국, 버마) \| \| R \| 사빠어 (베트남) \| \| \| 사빠어 (베트남) \| |
|   | \| Q \| 남서따이어군 (라오스, 태국, 버마) \| \| \| 남서따이어군 (라오스, 태국, 버마) \| \| R \| 사빠어 (베트남) \| \| \| 사빠어 (베트남) \| |
| P | 따이어: 바오옌의 따이어, 까오방의 따이어, 원마(文马)의 다이 좡어                                                                            |
|   | 따이어: 바오옌의 따이어, 까오방의 따이어, 원마(文马)의 다이 좡어                                                                            |
| Q | 남서따이어군 (라오스, 태국, 버마) |
|   | 남서따이어군 (라오스, 태국, 버마) |
| R | 사빠어 (베트남) |
|   | 사빠어 (베트남) |

| Q | 남서따이어군 (라오스, 태국, 버마) |
|   | 남서따이어군 (라오스, 태국, 버마) |
| R | 사빠어 (베트남)                   |
|   | 사빠어 (베트남)                   |

| O | \| Q \| 남서따이어군 (라오스, 태국, 버마) \| \| \| 남서따이어군 (라오스, 태국, 버마) \| \| R \| 사빠어 (베트남) \| \| \| 사빠어 (베트남) \| |
|   | \| Q \| 남서따이어군 (라오스, 태국, 버마) \| \| \| 남서따이어군 (라오스, 태국, 버마) \| \| R \| 사빠어 (베트남) \| \| \| 사빠어 (베트남) \| |
| P | 따이어: 바오옌의 따이어, 까오방의 따이어, 원마(文马)의 다이 좡어                                                                            |
|   | 따이어: 바오옌의 따이어, 까오방의 따이어, 원마(文马)의 다이 좡어                                                                            |
| Q | 남서따이어군 (라오스, 태국, 버마) |
|   | 남서따이어군 (라오스, 태국, 버마) |
| R | 사빠어 (베트남) |
|   | 사빠어 (베트남) |

| Q | 남서따이어군 (라오스, 태국, 버마) |
|   | 남서따이어군 (라오스, 태국, 버마) |
| R | 사빠어 (베트남)                   |
|   | 사빠어 (베트남)                   |

| O | \| Q \| 남서따이어군 (라오스, 태국, 버마) \| \| \| 남서따이어군 (라오스, 태국, 버마) \| \| R \| 사빠어 (베트남) \| \| \| 사빠어 (베트남) \| |
|   | \| Q \| 남서따이어군 (라오스, 태국, 버마) \| \| \| 남서따이어군 (라오스, 태국, 버마) \| \| R \| 사빠어 (베트남) \| \| \| 사빠어 (베트남) \| |
| P | 따이어: 바오옌의 따이어, 까오방의 따이어, 원마(文马)의 다이 좡어                                                                            |
|   | 따이어: 바오옌의 따이어, 까오방의 따이어, 원마(文马)의 다이 좡어                                                                            |
| Q | 남서따이어군 (라오스, 태국, 버마) |
|   | 남서따이어군 (라오스, 태국, 버마) |
| R | 사빠어 (베트남) |
|   | 사빠어 (베트남) |

| Q | 남서따이어군 (라오스, 태국, 버마) |
|   | 남서따이어군 (라오스, 태국, 버마) |
| R | 사빠어 (베트남)                   |
|   | 사빠어 (베트남)                   |

| I | 친저우 좡어 (친저우(钦州)의 융난 좡어) |
|   | 친저우 좡어 (친저우(钦州)의 융난 좡어) |
| J | \| M \| 우밍 좡어, 융난 좡어, 룽안 좡어, 푸쑤이 좡어 \| \| \| 우밍 좡어, 융난 좡어, 룽안 좡어, 푸쑤이 좡어 \| \| N \| 핵심 북따이어군: 색어, 부이어, 야이어, 여우장 좡어 등 \| \| \| 핵심 북따이어군: 색어, 부이어, 야이어, 여우장 좡어 등 \| |
|   | \| M \| 우밍 좡어, 융난 좡어, 룽안 좡어, 푸쑤이 좡어 \| \| \| 우밍 좡어, 융난 좡어, 룽안 좡어, 푸쑤이 좡어 \| \| N \| 핵심 북따이어군: 색어, 부이어, 야이어, 여우장 좡어 등 \| \| \| 핵심 북따이어군: 색어, 부이어, 야이어, 여우장 좡어 등 \| |
| M | 우밍 좡어, 융난 좡어, 룽안 좡어, 푸쑤이 좡어 |
|   | 우밍 좡어, 융난 좡어, 룽안 좡어, 푸쑤이 좡어 |
| N | 핵심 북따이어군: 색어, 부이어, 야이어, 여우장 좡어 등 |
|   | 핵심 북따이어군: 색어, 부이어, 야이어, 여우장 좡어 등 |

| M | 우밍 좡어, 융난 좡어, 룽안 좡어, 푸쑤이 좡어          |
|   | 우밍 좡어, 융난 좡어, 룽안 좡어, 푸쑤이 좡어          |
| N | 핵심 북따이어군: 색어, 부이어, 야이어, 여우장 좡어 등 |
|   | 핵심 북따이어군: 색어, 부이어, 야이어, 여우장 좡어 등 |

표준 좡어는 우밍구 솽차오(双桥) 방언을 기준으로 삼는다.

Zhang (1999)에서 조사한 지역들을 Pittayaporn (2009)에 따라 분류한 것.
N,
M,
I,
C,
B,
F,
H,
L,
P

#### 음운 변동
다음과 같은 음운 변동이 Q(남서따이), N(북따이), B(닝밍), C(충쭤) 어군에서 일어났다(Pittayaporn 2009:300–301).
| 따이조어      | Q어군         | N어군         | B어군         | C어군    |
| ------------- | ------------- | ------------- | ------------- | -------- |
| *ɤj, *ɤw, *ɤɰ | *aj, *aw, *aɰ | *i:, *u:, *ɯ: | *i:, *u:, *ɯ: | –        |
| *ɯj, *ɯw      | *iː, *uː      | *aj, *aw      | *iː, *uː      | –        |
| *we, *wo      | *eː, *oː      | *iː, *uː      | *eː, *oː      | *eː, *oː |
| *ɟm̩.r-        | *br-          | *ɟr-          | –             | *ɟr-     |
| *k.t-         | –             | *tr-          | –             | *tr-     |
| *ɤn, *ɤt, *ɤc | –             | *an, *at, *ac | –             | –        |

이에 더해, Q어군에서 갈라진 여러 어군들에서는 다음과 같은 음운 변동이 일어났다.
- E: *p.t- > *p.r-; *ɯm > *ɤm
- G: *k.r- > *qr-
- K: *eː, *oː > *ɛː, *ɔː
- O: *ɤn > *on
- Q: *kr- > *ʰr-

### Edmondson (2013)
아래는 제럴드 에드먼슨이 2013년 수행한 따이어군 언어들의 컴퓨터 계통 분석 결과이다. 따이어와 눙어는 모두 중앙따이어군 아래의 어군이 확실해 보인다. 북따이어군과 남서따이어군도 확실해 보인다.
|              | 남서따이어군: 아홈어, 샨어, 데홍어, 따이텡어, 따이담어, 백따이어, 빠지어, 라오어, 태국어 |
|              | |
| 중앙따이어군 | \| \| 핵심 중앙따이어군: 눙짜우어, 핑샹 좡어, 레이핑 좡어, 닝밍 좡어 \| \| \| \| \| \| 따이어: 따이바오락어, 따이칸쭝어, 까오란어 \| \| \| \| \| \| 눙어: 서부 눙어, 눙양어, 눙안어, 투라오어 \| \| \| \| |
|              | \| \| 핵심 중앙따이어군: 눙짜우어, 핑샹 좡어, 레이핑 좡어, 닝밍 좡어 \| \| \| \| \| \| 따이어: 따이바오락어, 따이칸쭝어, 까오란어 \| \| \| \| \| \| 눙어: 서부 눙어, 눙양어, 눙안어, 투라오어 \| \| \| \| |
|              | 핵심 중앙따이어군: 눙짜우어, 핑샹 좡어, 레이핑 좡어, 닝밍 좡어 |
|              | |
|              | 따이어: 따이바오락어, 따이칸쭝어, 까오란어 |
|              | |
|              | 눙어: 서부 눙어, 눙양어, 눙안어, 투라오어 |
|              | |

|  | 핵심 중앙따이어군: 눙짜우어, 핑샹 좡어, 레이핑 좡어, 닝밍 좡어 |
|  |                                                                |
|  | 따이어: 따이바오락어, 따이칸쭝어, 까오란어                     |
|  |                                                                |
|  | 눙어: 서부 눙어, 눙양어, 눙안어, 투라오어                      |
|  |                                                                |

|              | 남서따이어군: 아홈어, 샨어, 데홍어, 따이텡어, 따이담어, 백따이어, 빠지어, 라오어, 태국어 |
|              | |
| 중앙따이어군 | \| \| 핵심 중앙따이어군: 눙짜우어, 핑샹 좡어, 레이핑 좡어, 닝밍 좡어 \| \| \| \| \| \| 따이어: 따이바오락어, 따이칸쭝어, 까오란어 \| \| \| \| \| \| 눙어: 서부 눙어, 눙양어, 눙안어, 투라오어 \| \| \| \| |
|              | \| \| 핵심 중앙따이어군: 눙짜우어, 핑샹 좡어, 레이핑 좡어, 닝밍 좡어 \| \| \| \| \| \| 따이어: 따이바오락어, 따이칸쭝어, 까오란어 \| \| \| \| \| \| 눙어: 서부 눙어, 눙양어, 눙안어, 투라오어 \| \| \| \| |
|              | 핵심 중앙따이어군: 눙짜우어, 핑샹 좡어, 레이핑 좡어, 닝밍 좡어 |
|              | |
|              | 따이어: 따이바오락어, 따이칸쭝어, 까오란어 |
|              | |
|              | 눙어: 서부 눙어, 눙양어, 눙안어, 투라오어 |
|              | |

|  | 핵심 중앙따이어군: 눙짜우어, 핑샹 좡어, 레이핑 좡어, 닝밍 좡어 |
|  |                                                                |
|  | 따이어: 따이바오락어, 따이칸쭝어, 까오란어                     |
|  |                                                                |
|  | 눙어: 서부 눙어, 눙양어, 눙안어, 투라오어                      |
|  |                                                                |

## 재구
따이조어는 1977년에 리팡구이가, 2009년에 피타야왓 피타야폰이 재구한 바 있다.
남서따이조어도 1977년에 리팡구이가, 1991년에 난나 존슨이 재구한 바 있다.
| 인칭    | 수               | 따이조어 | 타이 문자 |
| 1인칭   | 단수             | *ku      | กู         |
| 1인칭   | 쌍수 (청자 제외) | *pʰɯa    | เผือ       |
| 1인칭   | 복수 (청자 제외) | *tu      | ตู         |
| 1+2인칭 | 쌍수 (청자 포함) | *ra      | รา        |
| 1+2인칭 | 복수 (청자 포함) | *rau     | เรา       |
| 2인칭   | 단수             | *mɯŋ     | มึง        |
| 2인칭   | 쌍수             | *kʰɯa    | เขือ       |
| 2인칭   | 복수             | *su      | สู         |
| 3인칭   | 단수             | *man     | มัน        |
| 3인칭   | 쌍수             | *kʰa     | ขา        |
| 3인칭   | 복수             | *kʰau    | เขา       |

## 비교
아래는 따이어파 언어들을 비교한 표이다.
| 한국어     | 남서따이조어 | 태국어     | 라오어     | 북부 타이어 | 샨어            | 따이르어  | 표준 좡어 |
| ---------- | ------------ | ---------- | ---------- | ----------- | --------------- | --------- | --------- |
| '바람'     | *lom         | /lōm/      | /lóm/      | /lōm/       | /lóm/           | /lôm/     | /ɣum˧˩/   |
| '도시'     | *mɯaŋ        | /mɯ̄aŋ/     | /mɯ́aŋ/     | /mɯ̄aŋ/      | /mɤ́ŋ/           | /mɤ̂ŋ/     | /mɯŋ˧/    |
| '땅'       | *ʔdin        | /dīn/      | /dìn/      | /dīn/       | /lǐn/           | /dín/     | /dei˧/    |
| '불'       | *vai/aɯ      | /fāj/      | /fáj/      | /fāj/       | /pʰáj/ or /fáj/ | /fâj/     | /fei˧˩/   |
| '심장'     | *čai/aɯ      | /hǔa tɕāj/ | /hǔa tɕàj/ | /hǔa tɕǎj/  | /hǒ tsǎɰ/       | /hó tɕáj/ | /sim/     |
| '사랑하다' | *rak         | /rák/      | /hāk/      | /hák/       | /hâk/           | /hak/     | /gyai˧˩/  |
| '물'       | *naam        | /náːm/     | /nâm/      | /nám/       | /nâm/           | /nà̄m/     | /ɣaem˦˨/  |

## 문자

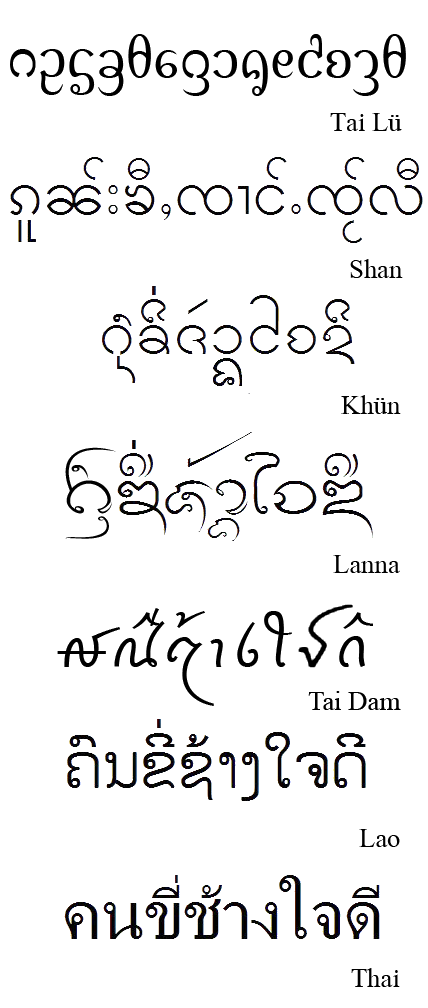
'착한 코끼리 기수'라는 뜻의 어구를 따이어파의 여러 문자들로 표기한 것.

많은 남서따이어군 언어들은 브라흐미계 문자로 표기한다. 좡어는 전통적으로 방괴장자라는 한자계 문자로 표기해 왔고, 현재는 공식적으로 로마자를 쓰지만 전통 문자 체계도 여전히 사용하고 있다.
- 타이 문자
- 라오 문자
- 방괴장자
- 샨 문자
- 아홈 문자
- 따이담 문자
- 따이르 문자
- 신 따이르 문자
- 따이탐 문자

## 같이 보기
- 타이계 제족